# Milo (film)
Pour les articles homonymes, voir Milo.
Milo est un film américain réalisé par Pascal Franchot, sorti en 1998.

## Synopsis
Quatre adolescentes sont témoins d'un meurtre commis par Milo Jeeder, un jeune garçon souffre-douleur de toutes les filles de sa ville. Quinze ans plus tard celles-ci se retrouvent et découvrent, horrifiées, que Milo est de retour mais qu'il est toujours enfant...

## Fiche Technique
- Genre : Horreur

- Interdit aux moins de 12 ans

## Distribution
- Jennifer Jostyn : Claire Mullins
- Antonio Fargas : Kelso
- Asher Metchik : Milo Jeeder
- Paula Cale : Marian
- Richard Portnow : Lt. Parker
- Vincent Schiavelli : Dr Matthew Jeeder
- Maya McLaughlin : Abigail Scott
- Walter Olkewicz : Jack Wyatt
- Jordan Warkol : Evan